# Why'd You Only Call Me When You're High?
«Why'd You Only Call Me When You're High?» es una canción de la banda inglesa de indie rock, Arctic Monkeys y tercer sencillo de su quinto álbum, AM luego de «R U Mine?» y «Do I Wanna Know?». Fue lanzado como sencillo el 11 de agosto de 2013 junto con un video musical. El 14 de agosto de 2013 la debutó en la tabla UK Midweek Chart en el puesto número 5.
La canción fue filtrada el 29 de julio de 2013 en YouTube y en diferentes sitios de redes sociales, pero fue rápidamente borrado.
El 18 de agosto de 2013, la canción debutó en el número ocho en la lista de sencillos del Reino Unido por lo que es su primer sencillo en llegar al top 10 del Reino Unido desde «Fluorescent Adolescent» en 2007. Su lado B «Stop the World I Wanna  Get Off with You», llegó de forma independiente al número setenta y cuatro en la lista de sencillos del Reino Unido el 8 de septiembre de 2013.
El 30 de agosto de 2013, la pista de audio de la cara B del sencillo, «Stop the World I Wanna  Get Off with You», fue lanzado en el canal oficial de Arctic Monkeys en Youtube. Ryan Reed, de la revista Rolling Stone llamó a la canción «como un sensual B-side» de un estilo «rocker soul», y la revista Spin escribió: «Si esto es lo que Arctic Monkeys consideran un lado B, imagínate el resto del LP».

## Video musical
El video musical de «Why'd You Only Call Me When You're High?», dirigido por Nabil Elderkin comenzó a ser filmado a principios de julio de 2013, y fue lanzado el 11 de agosto a las 0:00 a. m. UTC.
Muestra a Alex Turner, Jamie Cook, Nick O'Malley y Matt Helders en un bar del noroeste de Londres tomando un trago.
Alex, ebrio, envía múltiples mensajes de texto a una chica llamada Stephanie para tener sexo ocasional sin obtener ninguna respuesta. Cuando él deja el pub, camina por la ciudad y empieza a alucinar. Eventualmente llega a la casa equivocada, frente a la calle de Stephanie, y permanece fuera de la puerta. La cámara muestra a la chica en su casa, tomando el teléfono y decidiendo ignorar sus mensajes.

## Lista de canciones
| Descarga digital, sencillo en CD |                                            |          |  |
| N.º                              | Título                                     | Duración |  |
| 1.                               | «Why'd You Only Call Me When You're High?» | 2:41     |  |

| Vinilo de 7" |                                            |          |  |
| N.º          | Título                                     | Duración |  |
| 1.           | «Why'd You Only Call Me When You're High?» | 2:41     |  |
| 2.           | «Stop the World I Wanna Get Off with You»  |          |  |

## Personal
- Alex Turner – Voz principal, guitarra.
- Jamie Cook – Guitarra.
- Nick O'Malley – Bajo, voz.
- Matt Helders - Batería, voz.

## Fecha de lanzamiento
| Región      | Fecha                   | Formato              | Discográfica   |
| ----------- | ----------------------- | -------------------- | -------------- |
| Reino Unido | 10 de agosto de 2013    | Descarga digital, CD | Domino Records |
| Reino Unido | 2 de septiembre de 2013 | Vinilo de 7"         | Domino Records |

## Posicionamiento en listas
A pesar de haber sido lanzado justo dos meses después de su último sencillo Do I Wanna Know?, la canción fue bien recibida en el Reino Unido, alcanzando el número 5 en la lista UK Midweek Chart el 14 de agosto de 2013.

### Listas semanales
| Lista (2013)   | Mejor posición |
| -------------- | -------------- |
| Irlanda (IRMA) | 33             |

## Certificaciones
| País   | Organismo certificador | Certificación | Ventas certificadas | Ref.  |
| ------ | ---------------------- | ------------- | ------------------- | ----- |
| México | AMPROFON               | 2× Platino    | 120 000             | [ 9 ] |